# Armiñon
Armiñon község Spanyolországban, Arabában, Baszkföld autonóm közösségben. Lakosainak száma 247 fő (2024).

## Történelme
Írásos emléke először egy 871-ből származó alapító okiratból származik, amelyben Villa Stabelluként említik.
A 11. században egy San Millán-i feljegyzésben Aramingon néven tűnik fel.
A középkorban egyesül Estavillo településsel. A 13. századtól Treviño tartományának része. A 15. század első felében szakad el Armiñón és Estavillo Treviñótól. 

## Látnivalók

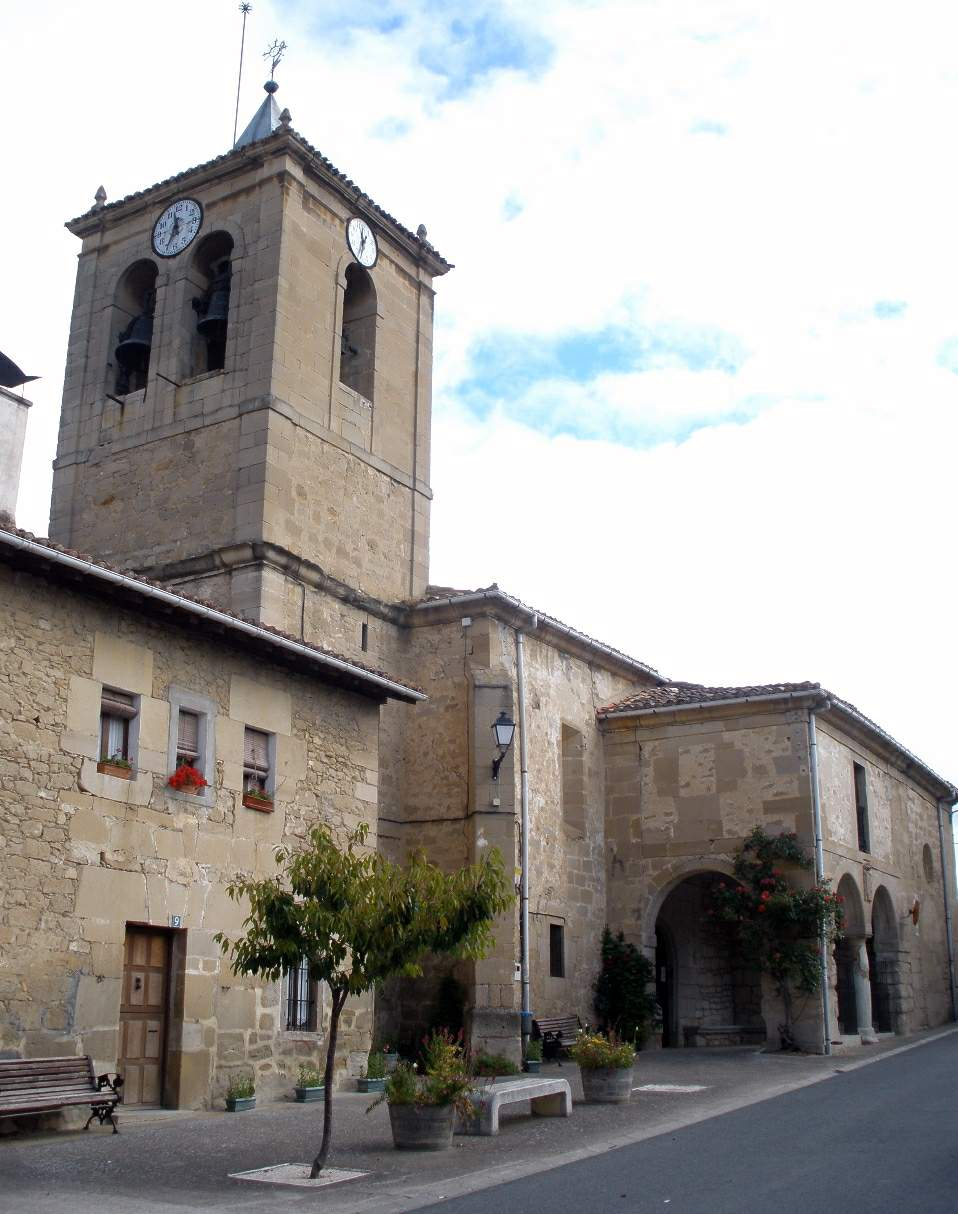
Szent András templom

## Földrajza
Armiñon Berantevilla, Ribera Baja/Erribera Beitia, Condado de Treviño és Miranda de Ebro községekkel határos.

## Népesség
A település lakosságának változását az alábbi diagram mutatja:
| Lakosok száma | 158  | 162  | 179  | 207  | 229  | 250  | 234  | 227  | 231  | 247  |
|               | 2001 | 2004 | 2006 | 2009 | 2011 | 2014 | 2016 | 2019 | 2021 | 2024 |